# 도쿄도 미술관

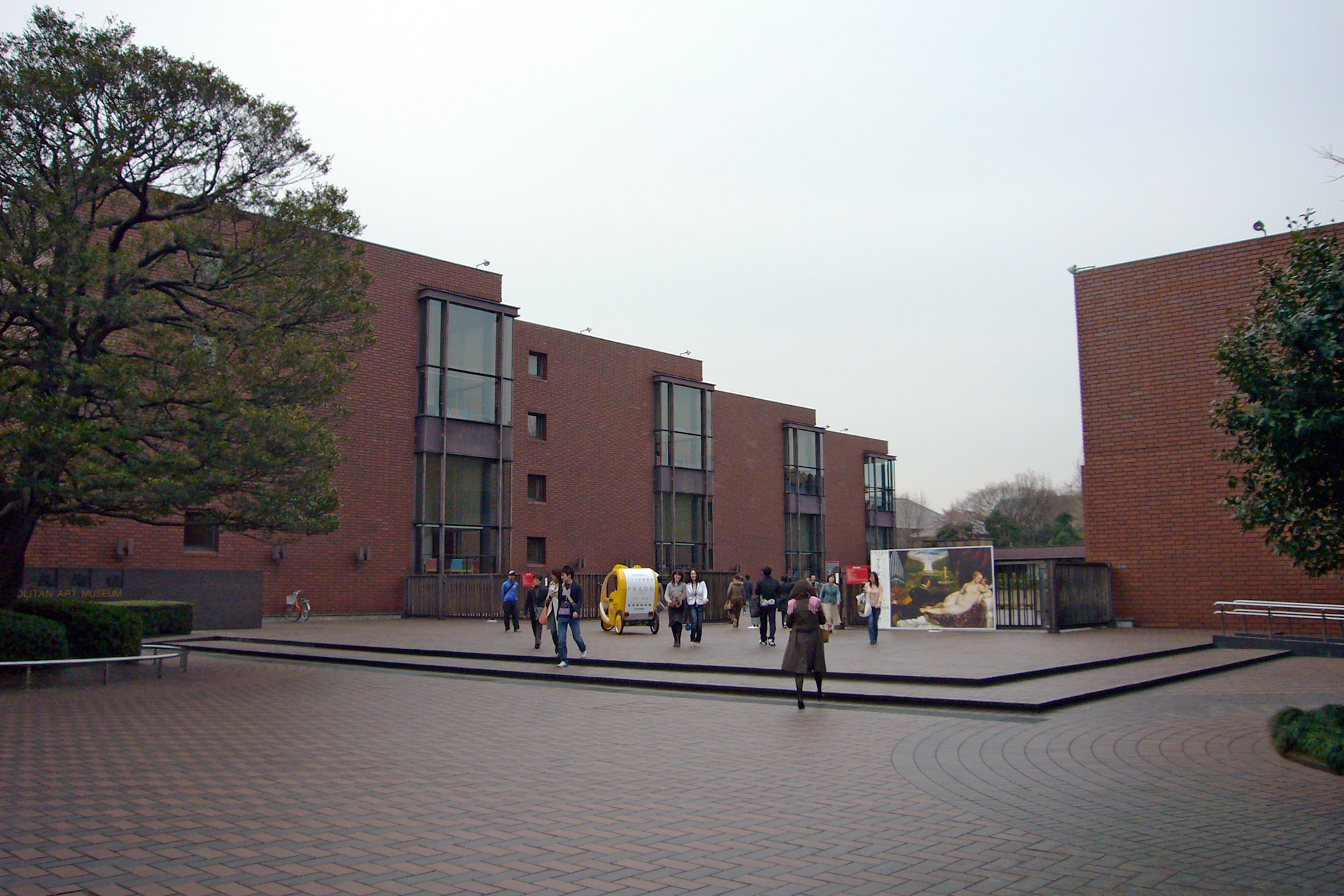
도쿄도 미술관

도쿄도 미술관(일본어: 東京都美術館 도쿄도비쥬쓰칸[*])은 일본 도쿄도 다이토구 우에노 공원 안에 있는 미술관이다. 1926년 문을 열었으며, 현재의 건물은 1975년에 지상 2층 지하 3층의 붉은 벽돌 건물로 개축한 것이다. 관내에는 상설 기획 전시실, 공모 전시실 18실, 아틸리에 5실, 미술 전문 도서관, 기념품 숍, 레스토랑, 강당 등이 있다.

## 작품 철거요구 논란
2014년 2월 19일, 미술관은 현대일본조각작가연맹의 나카가키 가쓰히사(中垣克久) 대표가 관내에서 진행 중인 현대일본조각작가전(2월15∼21일)에 전시한 작품 '시대의 초상'에 대해, 아베 신조 총리의 야스쿠니 신사 참배 등을 비판하는 메시지를 담았다는 이유로 철거하라고 요구했다.

## 같이 보기
- 브리지스톤 미술관
- 교토 국립근대미술관
- 에도 도쿄 건물원
- 후쿠오카시 미술관
- 도쿄 문화회관